# Zambezi (miasto)
Zambezi – miasto w północno-zachodniej Zambii, w Prowincji Północnej-Zachodniej, zlokalizowane przy autostradzie M8. W 2010 roku zamieszkiwane było przez ok. 10,3 tys. mieszkańców. W mieście znajduje się port lotniczy Zambezi.